# Kidderminster Harriers F.C.
Kidderminster Harriers Football Club – angielski klub piłkarski z Kidderminster, założony w 1886 roku, występujący obecnie w Conference North. Klub rozgrywa swoje mecze na stadionie Aggborough.